# Kchung Ling-chuej
Kchung Ling-chuej (čínsky pchin-jinem Kǒng Lìnghuī, znaky 孔令辉; * 18. října 1975, Charbin) je bývalý čínský stolní tenista. Je třetím stolním tenistou historie, který zkompletoval pingpongový grandslam (zlato z olympiády, mistr světa a vítěz světového poháru), což se mu podařilo roku 2000. Olympijské medaile má celkem tři: jednu individuální, zlato z olympijských her v Sydney z roku 2000, zlato ze čtyřhry z olympijských her v Atlantě roku 1996 a stříbro z dvouhry ze Sydney. Světový pohár vyhrál jednou (1995), titulů mistra světa má osm, z toho ovšem jediný, z roku 1995, je individuální. Na rozdíl od většiny čínských stolních tenistů měl evropský úchop pálky, ping-pong se také učil na stáži ve Švédsku.
Hráčskou kariéru musel předčasně ukončit roku 2006, když boural v opilosti v autě. Poté se stal trenérem a usedl i na trenérskou lavičku ženského národního týmu, odvolán byl ovšem opět za skandálních okolností, když vyšlo najevo, že si v jednom ze singapurských luxusních hotelů vypůjčil vysokou částku (v přepočtu přes 17 milionů korun), část peněz prohrál v kasinu a není schopen je splatit.